# Gana (gród)
Gana – centralny gród Głomaczy nad Łabą. Zdobyty i zniszczony w 929 roku przez wojska Henryka I. Po dwudziestodniowym oblężeniu doszło do pacyfikacji jego obrońców i mieszkańców a gród został doszczętnie zniszczony. Na jego miejscu założono Miśnię.